# Волос (футбольный клуб)
Новый футбольный клуб Волос (греч. Βόλος Νέος Ποδοσφαιρικός Σύλλογος) — греческий футбольный клуб из Волоса, города и порта в Греции. С 2019 года выступает в греческой Суперлиге.

## История
В апреле 2017 года стало известно о планах создания нового футбольного клуба в Волосе. В конце концов, после переговоров был приобретён клуб «Пидна Китрос» из деревни Китрос, расположенной в Пиерии. Он был включён в структуру новообразованного «Волоса», презентация которого состоялась 2 июня того же года. «Волос» занял место «Пидны Китрос» в Гамме Этники (третий уровень в системе футбольных лиг Греции). Клуб сразу же начал активную трансферную политику и пригласил на должность главного тренера испанского специалиста Хуана Феррандо. «Волос» занял первое место в группе 4 Гаммы Этники, из 24 матчей выиграв 20 и проиграв всего один раз. Он уверенно опередил в турнирной таблице другие команды из Волоса: «Ники Волос» и «Олимпиакос». Затем в турнире за выход в Футбольную лигу «Волос» уверенно занял второе место в своей группе, дающее право на продвижение, уступив лишь «Ираклису».
В первом своём сезоне во второй по значимости лиге Греции «Волос» занял 1-е место и вышел в Суперлигу.
Изначально домашние матчи команда проводила на стадионе «Неаполис» вместимостью 2500 зрителей. В Суперлиге домашний стадион — «Пантессалико», вмещает 22 700 зрителей.